# 松浦重信
松浦重信（日语：／ Matsura Shigenobu，1622年4月23日—1703年11月14日），日本江戶時代初期大名，平戶藩第4代藩主、平戶松浦氏第29代當主、茶人。因尊敬文天祥，他以天祥為號。他在隱居後改名松浦鎮信（日语：／ Matsura Shigenobu），與曾祖父同名。為免與曾祖父松浦鎮信混淆，現代史學界通常仍稱之為松浦重信。 
松浦重信是第3代藩主松浦隆信的長子，出生在江戶藩邸。幼名千代鶴。1637年父親去世後繼任藩主之位。同年島原之亂爆發，他回到平戶藩，在長崎奉行的指示下，與家臣一起守衛日見、茂木兩所。板倉重昌陣亡後，他參與對原城的進攻，因功加增祿百石。
1641年，因平戶藩獨佔對荷蘭的貿易引起幕府的忌憚，幕府勒令關閉平戶商館。此後，對荷蘭貿易僅限於長崎的出島。這使得在諸藩中最為富有的平戶藩喪失了大量收入，迅速陷入財政困境。此後，重信致力於開發新田、振興畜牧業等各產業，被稱讚為九州第一善治良政。
1668年，島原藩主高力隆長因施行苛政而被改易，幕府命令重信與小笠原長勝一起前去接收島原城。1689年因病隱居，將家督之位讓給了嫡子松浦棟，並將一萬石的領地分封給次子松浦昌，建立平戶新田藩。他自己則剃髮出家，改名鎮信。
1703年（元禄16年）在向島的別邸死去，享年82歲。葬於本所天祥寺。戒名天祥院殿慶嚴德祐大居士。